# ウェスト・ヨークシャー
ウェスト・ヨークシャー（英: West Yorkshire）は、イギリスのヨークシャー・アンド・ザ・ハンバーにある都市カウンティおよび典礼カウンティ。北および東でノース・ヨークシャーと、南でサウス・ヨークシャーおよびダービーシャーと、南西でグレーター・マンチェスターと、西でランカシャーとそれぞれ隣接する。最大都市はリーズ。
1974年に設立された。面積は2,029平方キロメートル、人口は約230万人。イングランドの典礼カウンティとしては、4番目に人口が多い。州内の大部分は都市部になっており、主要都市としてリーズのほかブラッドフォード、ハダースフィールド、ウェイクフィールドなどが挙げられる。農村部は西部に多く残る。行政はウェスト・ヨークシャー合同行政機構を通して、シティ・オブ・ブラッドフォード、カルダーデール、カークリーズ、シティ・オブ・リーズ、シティ・オブ・ウェイクフィールドの5つの大都市バラが担っている。
州西部はサウス・ペナインズと呼ばれる丘陵地帯で、一部はピーク・ディストリクト国立公園に指定されている。カルダー川はそこを源流としており、ウェイクフィールドを流れたうえでカッスルフォード近くでエア川（リーズ市内を流れる）に合流する。東部はより平坦な地形である。
歴史的に石炭や木綿、鉄鋼業がさかんで、今日でもそれに関連した建物を見ることができる。M1、M621、M606、A1 (M) 、M62などの高速道路が州内を通る。

## 名所
- ソルテア - ヴィクトリア時代のモデル・ヴィレッジ。ユネスコの世界遺産に登録されており、ヨーロッパ産業遺産の道のアンカーポイントの一つでもある。
- ハワース - 「嵐が丘」や「ジェーン・エア」、「ワイルドフェル・ホールの住人」などによってイギリスのビクトリア時代文学史に多大な影響を与えたブロンテ姉妹が住んでいた村。